# Bárbaro Cavernario
Leonardo Moreno Ayala, né le 6 novembre 1993, plus connu sous son nom de ring Bárbaro Cavernario, est un catcheur mexicain professionnel, actuellement sous contrat avec la Consejo Mundial de Lucha Libre.

## Carrière

### Consejo Mundial de Luncha Libre
Le 27 octobre, il perd le titre contre Fuego.
Le 3 mai 2015, il bat Titán et remporte le Mexican National Welterweight Championship. Le 10 juin 2016, il perd le titre contre Rey Cometa.

### New Japan Pro Wrestling
En janvier 2016, il participe à la tournée Fantastica Mania 2016. Le 22 janvier, il conserve le Mexican National Welterweight Championship contre Titán. Le 24 janvier, lui et Chaos (Kazuchika Okada et Shinsuke Nakamura battent Hiroshi Tanahashi, Juice Robinson et Titan.

## Palmarès
- Consejo Mundial de Lucha Libre
  - 1 fois Mexican National Light Heavyweight Championship (actuel)
  - 1 fois Mexican National Welterweight Championship
  - 2 fois Occidente Middleweight Championship
  - En Busca de un Ídolo (2014)
  - Torneo Gran Alternativa (2014) avec Mr. Niebla
  - Reyes del Aire (2016)

## Récompenses des magazines
- Pro Wrestling Illustrated

| Année | 2014 | 2015 | 2016 à 2018 | 2019 | 2020 | 2021 à 2023 | 2024 |
| ----- | ---- | ---- | ----------- | ---- | ---- | ----------- | ---- |
| Rang  | 380  | 325  | Non classé  | 146  | 242  | Non classé  | 253  |